# RimmiX
『RimmiX』（リミークス）は、immiの1枚目のリミックス・アルバム。2009年3月25日にGrand Traxより発売された。

## 概要
アルバム『Switch』収録曲を中心としたリミックスアルバムとなっており、the samos、N.A.i.D、THE LOWBROWS、JETBIKINIらによるリミックスに、録り下ろし新曲「Crazy Cat」「XXX」「Marble」を含む全10曲が収録されている。
「Marble」はimmiがフィーチャリングされたTai Jasonの曲で、ドイツのレコードレーベルGreat Stuffからヨーロッパでリリースされるライセンスを得ていたが、結局これが実現しなかった。
本作の発売を記念して、2009年4月24日に渋谷のclub asiaにてイベント『immi new album 『RimmiX』 release party!!』を開催された。

## 批評
CDジャーナルは、「ドイツの人気レーベル“Great Stuff”の依頼で実現した「Marble」など、クラブの熱気そのままにバレアリックでブギー＆クールな傑作！」「天性のソングライティング力が開花したエレクトロ・ダンス・ナンバーや、ガーリーなヴォーカルが印象的な切ないポップ・ソングが満載だ」と批評した。

## 収録曲
| 全作詞・作曲: immi。 |                                            |       |            |      |
| #                    | タイトル                                   | 作詞  | 作曲・編曲 | 時間 |
| 1.                   | 「Crazy Cat」                              | immi  | immi       | 5:26 |
| 2.                   | 「Ups & Downs」(THE SAMOS Remix)           | immi  | immi       | 4:51 |
| 3.                   | 「Power Station」(N.A.i.D Mix)             | immi  | immi       | 4:51 |
| 4.                   | 「XXX」                                    | immi  | immi       | 5:16 |
| 5.                   | 「Marble」(Tai Jason feat. immi)           | immi  | immi       | 4:39 |
| 6.                   | 「Power Station」(THE LOWBROWS Remix)      | immi  | immi       | 3:31 |
| 7.                   | 「Local Train」(JETBIKINI Mix)             | immi  | immi       | 6:26 |
| 8.                   | 「Power Station」(trippple nippples Remix) | immi  | immi       | 2:34 |
| 9.                   | 「Girlfriend ?」(N.A.i.D Mix)              | immi  | immi       | 6:01 |
| 10.                  | 「Go with the flow」(The STEALTH Remix)    | immi  | immi       | 5:41 |
| 合計時間:            | 合計時間:                                  | 49:16 |            |      |